# هری تیت (بازیکن فوتبال)
هری تیت (انگلیسی: Harry Tate؛ ۳۱ ژوئیهٔ ۱۸۸۶ – ۲۷ اکتبر ۱۹۵۴) یک بازیکن فوتبال اهل ایالات متحده آمریکا بود.